# Astronotus crassipinnis
Astronotus crassipinnis (Heckel, 1840) è un pesce d'acqua dolce appartenente alla famiglia Cichlidae.

## Descrizione
Il corpo è grosso, tozzo e di forma quasi ovale. Raggiunge una lunghezza massima di 24 cm. La colorazione è variabile.

## Distribuzione e habitat
È diffuso nella parte centro-meridionale del Sud America, in un'area che comprende il bacino del Madre de Dios in Perù, quello del Rio Paranà tra Paraguay e Brasile e l'Amazzonia boliviana.

## Acquariofilia
Raramente è allevato in acquario.